# Захаров, Семён Логинович
Семён Логинович Захаров (1821, Холм, Псковская губерния — 22 августа [3 сентября] 1847, Санкт-Петербург) — русский гравёр, выпускник Императорской Академии художеств, ученик Н. И. Уткина.

## Биография
Уроженец Холма Псковской губернии; сын мещанина. Благодаря содействию князя Константина Шаховского, обратившего внимание на выдающиеся рисунки мальчика-самоучки, он был помещен в 1837 году в Императорскую Академию художеств, где его главным наставником был Николай Иванович Уткин.
Через год после поступления в ИХА получил первую награду — вторую серебряную медаль «за копии с эстампов в гравюре», а в следующем году (1839) — первую серебряную медаль; в 1840 году ему была объявлена похвала и разрешена работа на получение золотой медали, которой он и был удостоен в 1842 году за гравюру с картины Гвидо Рени «Похищение Европы». Получив вторую золотую медаль, С. Л. Захаров выбрал следующей своею работой гравюру с гремевшей в то время картины Ф. А. Моллера «Поцелуй». Петербургская Академия художеств одобрила этот выбор, но министр Двора объявил, что «так как с картины Моллера имеется литография, то C. Захаров может гравировать с этой литографии, а самую картину для сего дать нельзя, ибо она находится у Государя Императора». Разумеется Захаров отказался делать гравюру по литографии, и для программы на 1-ю золотую медаль ему выбрали картину Ф. А. Бруни «Моление о чаше», причем размер гравюры был определен в укороченный лист писчей бумаги.
Кроме этих официальных работ, Захарова были исполнены также следующие гравюры: два портрета Петра Великого, один в медальоне при сочинении Устрялова «Именитые люди Строгановы», а другой в издании Бецкого «Молодик» и копия с Карло Дольчи «Спаситель».
Семён Логинович Захаров умер 22 августа (3 сентября) 1847 года в Санкт-Петербурге.
По словам П. Н. Столпянского (в персоналии «Русского биографического словаря», 1897), ранняя смерть помешала развитию таланта Захарова, который, по отзыву Д. А. Ровинского, по чистоте и изяществу обещал хорошего гравера.